# Exetastes carinatifrons
Exetastes carinatifrons là một loài tò vò trong họ Ichneumonidae.